# Wektor ekspresyjny
Wektor ekspresyjny – wektor genetyczny zawierający wszystkie elementy typowe dla wektora klonującego, a ponadto silny promotor pozwalający na wydajną produkcję białka kodowanego przez transgen w transformowanych komórkach.
Sam promotor wpływa bezpośrednio na ilość mRNA, a pośrednio także na intensywność wytwarzania białka; wydajność translacji można dodatkowo podwyższyć, wyposażając wektor ekspresyjny w sekwencję Shine-Dalgarno. Wektor ekspresyjny ułatwia sprawdzenie właściwości i funkcji białka kodowanego przez badany DNA.
Jako wektory ekspresyjne bywają wykorzystywane plazmidy i wirusy, między innymi bakulowirusy.